# Eatoniella atropurpurea
Eatoniella atropurpurea är en snäckart som först beskrevs av Georg von Frauenfeld 1867.  Eatoniella atropurpurea ingår i släktet Eatoniella och familjen Eatoniellidae. Inga underarter finns listade i Catalogue of Life.